# Мигаль, Иван Геннадьевич
Иван Геннадьевич Мигаль (бел. Іван Генадзевіч Мігаль; род. 19 марта 1985, Ухвала, Минская область) — белорусский футболист, выступавший на позиции нападающего, футбольный тренер.

## Карьера
В 2004 году в возрасте 19 лет попал в минское «Торпедо-СКА», где выступал за дублирующий состав. В 2005 году присоединился к дзержинской «Ливадии», где за сезон отличился забитым голом. В 2006 году присоединился к клубу «Снов», где за сезон отличился 3 забитыми голами. Однако подняться выше Второй лиги у него не вышло и в 2007 году стал выступать в мини-футбольном клубе «Абсолют». Также в 2007 голу Мигаль окончил Белорусский государственный университет физической культуры и сразу же занялся тренерской деятельностью, присоединившись к минскому «Торпедо-СКА» уже в роли юношеского тренера. В 2008 году стал работать в Минском суворовском военном училище футбольным тренером в спецклассе. В 2010 году присоединился к российскому «Краснодару», где также продолжил работать с юношескими командами. В это же время начал работать в тренерском штабе юношеских и юниорских белорусских сборных. В 2012 году стал работать с юношескими командами в РЦОП-БГУ.
В 2014 году присоединился к борисовскому БАТЭ, где стал работать с молодёжной командой. В 2019 году Мигаль был признан лучшим детско-юношеским тренером Беларуси. Также специалист продолжал постоянно работать и в тренерских штабах белорусских юношеских сборных. В 2024 году возглавил БАТЭ-2, после того, как упразднили первенство дублёров, вместе с которым отправился выступать в Первую лигу. В конце августа 2024 года стал исполняющим обязанности главного тренера борисовского БАТЭ после отставки Игоря Криушенко. В декабре 2024 года был официально назначен на пост главного тренера борисовского клуба. В июне 2025 года, после череды неудачных матчей, Мигаль взял паузу в работе. Вскоре также появилась информация, что специалист не вернётся к работе главного тренера в клубе, и что на тот момент решается, останется ли он в структуре клуба или нет. В июне 2025 года вернулся в должность главного тренера БАТЭ-2.